# 亚当耕地，夏娃织布，那时哪有绅士淑女？
“亚当耕地，夏娃织布，那时哪有绅士淑女？”（德語：Als Adam grub und Eva spann, wo war denn da der Edelmann?），或译“男耕女织，谁人为仕？”是1520年代德国农民战争时期流传的一句德国谚语。这句话的意思是，在远古时期，是没有高于劳动者的贵族的。它质疑贵族的合法性及其在基督教基础上对农民的中世纪庄园统治。该谚语是几首歌曲的一部分。
它可以追溯到可能在1381年英国农民起义中发挥作用的英文版本，该版本由牧师约翰·鲍尔在布道中传播。大约在1480年左右，这句话出现了荷兰语版本。1493年，这句话最早的德语版本出现在一首名为《谁是第一个活着的贵族》（Wer der erst Edelmann gewest ist）的诗歌中。这句话在1519年之前作为涂鸦出现在马克西米利安一世皇帝的宫廷中。1530年，约翰内斯·阿格里科拉（Johannes Agricola）将这句话记录在他的谚语集中。1534年，塞巴斯蒂安·弗兰克在他的《世界书》中引用了这句话的一个版本。丹麦语和瑞典语版本也有流传。1536年1月26日，在耶拿的断头台，重浸派人士海因茨·克劳特将这句话作为遗言。1919/1920年，被收录于著名歌曲《我们是盖尔的黑色伙伴》。

## 参看
- 王侯将相宁有种乎